# Lauri Patomäki
Lauri Kalevi Patomäki, född 10 augusti 1934 i Viborg, död 15 juni 2010 i Helsingfors, var en finländsk fysiker.
Patomäki blev filosofie doktor 1971. Han verkade som geodet vid Geodetiska institutet 1958–1960, sjukhusfysiker vid Strålbehandlingskliniken, Helsingfors universitetscentralsjukhus 1964–1972, biträdande professor i fysik vid Kuopio högskola 1972–1974 samt professor i medicinsk fysik där 1974–1997.
Patomäki var aktiv medlem i många föreningar, bland annat styrelsemedlem i Finlands fysikerförening 1977–1979, ordförande 1978, Matematiker- och fysikerförbundet i Finland, ordförande 1970–1972, styrelsemedlem i Professorsförbundet 1983–1984. Han skrev ca 160 artiklar och läromedel behandlande dosimetri vid strålbehandling, isotopmedicin och EKG-analys.